# Centro Svizzero
Il Centro Svizzero è un complesso direzionale di Milano, sito in piazza Cavour. Conosciuto in particolare per la sua torre (80 metri) - la seconda a Milano dopo la Torre Snia Viscosa di piazza San Babila (1937) - è stato il grattacielo più alto della città dal 1952 (anno della sua inaugurazione) al 1954 circa, quando venne superato dalla Torre Breda di piazza della Repubblica.
Si compone di due corpi separati: la cosiddetta Casa Bassa, alta quattro piani, che costituisce il fronte strada su piazza Cavour e l'elemento di raccordo con l'edificato preesistente della via Palestro, e la Torre, alta 80 metri per 21 piani, disposta più interamente. Architetti furono lo svizzero Armin Meili e l'italiano Giovanni Romano.

## Storia
A partire dagli inizi del Novecento venne a costituirsi a Milano una comunità svizzera, che negli anni successivi si organizzò riunendosi attorno al cosiddetto Schweizer Verein (Circolo Svizzero), per il quale venne in un primo momento trovata una sede in via Disciplini. L'attività del circolo proseguì a fasi alterne durante attraverso le due guerre, fino alla distruzione della sede storica, avvenuta nel corso del bombardamento del 14 febbraio 1943. A partire dal dopoguerra si pensò a una nuova sede, che sarebbe stata costruita sui terreni a est di piazza Cavour, precedentemente occupati dallo storico Hotel Cavour, offerti allo Schweizer Verein dal Comune di Milano.
Venne indetto pertanto nel 1947 un concorso interno ai quali furono invitati gli architetti Armin Meili e Giovanni Romano, che sarebbero diventati il primo progettista, il secondo direttore dei lavori. Vennero presentate diversi progetti, fra i quali venne preferita la soluzione con la torre, accompagnata da un corpo basso che si affacciasse sulla strada. Diverse modifiche al progetto originale vennero apportate nel corso degli anni e in fase di realizzazione. La posa della prima pietra avvenne il 6 novembre 1949, accompagnata da una pergamena che riportava quanto segue.
(Milano, 6 novembre 1949)
Il nuovo complesso venne pensato interamente autosufficienza, sia nell'approvvigionamento dell'energia elettrica, sia nella dotazione di acqua potabile. Per le finiture vennero impiegati materiali di pregio, quali marmo, travertino, granito e acero, che conferirono all'edificio - sia internamente che esternamente - una particolare eleganza. I lavori si protrassero per un paio di anni: già nell'autunno del 1951 fu tuttavia pronta e inaugurata la Casa Bassa, in presenza del Consigliere federale Enrico Celio; nel 1952 fu poi la volta della Torre.
Il Centro Svizzero ospita oggi le più importanti istituzioni che rappresentano la Svizzera a Milano e nell'Italia settentrionale. Oltre al Consolato Generale di Svizzera, vi hanno sede: l'Istituto Svizzero di Roma, Swiss Chamber - Camera di Commercio Svizzera in Italia, Svizzera Turismo, la Società Svizzera Archiviato il 26 dicembre 2009 in Internet Archive. e la Radiotelevisione Svizzera di Lingua Italiana.